# Asaccus iranicus
Espèce
Asaccus iranicus est une espèce de geckos de la famille des Phyllodactylidae.

## Répartition
Cette espèce est endémique de la province de Bouchehr en Iran.

## Description
L'holotype de Asaccus iranicus, une femelle, mesure 73 mm dont 41 mm pour la queue.

## Étymologie
Cette espèce est nommée en référence au lieu de sa découverte, l'Iran.

## Publication originale
- Torki, Ahmadzadeh, Ilgaz, Avci & Kumlutas, 2011 : Description of four new Asaccus Dixon and Anderson, 1973 (Reptilia: Phyllodactylidae) from Iran and Turkey. Amphibia-Reptilia, vol. 32, no 2, p. 185-202 (texte intégral).